# Flyer TV
Flyer TV（フライヤーティーヴィー）とは、1998年4月から9月までの毎週火曜 - 土曜の0:45 - 0:55（月曜 - 金曜深夜）にフジテレビで放送されたミニバラエティ番組。提供はJ-PHONEの一社提供。

## 概要
ピエール瀧、田中秀幸などのウゴウゴルーガのスタッフ等が参加して制作された。
CGセットを背景にして、MCあんじと日替わりで登場するCGキャラとのトーク、多チャンネル時代を総称した数々のチャンネル（コーナー）をオムニバス的に放送。
主なコーナーは月曜日のBOND TV（VJ作品）、水曜日のスーパーアニメチャンネル『スーパーミルクちゃん』、木曜日の堂島孝平の人生フォークソングなど。また音楽コーナーも存在し、ブレイク前のゴスペラーズや椎名林檎なども登場していた。

## 出演
- あんじ（月～金のメインMC）
- 小西康陽（月曜日のCGキャラ声優として）
- 富田京子（火曜日のCGキャラ声優として）
- ピエール瀧（水曜日のCGキャラ声優として）
- 中村春香（木曜日のCGキャラ「デジビー」[注釈 1]の声優として）

## スタッフ
- 演出：福原伸治
- プロデューサー：中村百合子